# Isla del Drama (2023)
Isla del drama (2023) (abreviado IDD23) es la primera temporada del renacimiento y la sexta temporada de Drama Total en general. Aunque se conoce muy poca información sobre el programa, incluidos los títulos de los episodios, se presume que la serie se estrenó en Italia en K2 y Discovery+ el 10 de abril de 2023 y se expandiría internacionalmente a lo largo del año. Además, la serie estaba programada para estrenarse el 13 de mayo de 2023 en los Estados Unidos en Cartoon Network, sin embargo, esta información tampoco fue confirmada por ninguna fuente confiable. Finalmente, la serie fue estrenada el 1 de junio del 2024, en los Estados Unidos, y el 2 de junio en Max. La serie estaba prevista para estrenarse a Latinoamérica el 4 de agosto de 2023, pero fue retrasada hasta el 7 de agosto de 2023 por razones desconocidas. Sin embargo la serie se estrenó en HBO Max el 4 de agosto de 2023. La serie fue producida por Fresh TV y Corus Entertainment, en asociación con Cartoon Network y la BBC, y distribuido por Cake Entertainment. Esta temporada tiene lugar quince años después de los eventos de la original Isla del Drama y lleva a los concursantes de vuelta al Campamento Wawanakwa, el escenario de la primera, cuarta y quinta temporada.

## Formato
Teniendo lugar quince años después de los eventos de la primera temporada de la serie original Drama Total, esta temporada es un reality show ficticio que sigue la competencia de dieciséis nuevos concursantes en Camp Wawanakwa, un campamento de verano en una isla ficticia ubicada en un área no especificada en Muskoka, Ontario. Pasan casi 2 semanas (13 días) en Camp Wawanakwa compitiendo en desafíos por la inmunidad. Al final de la temporada, un concursante ganará 1 000 000C$ (740 990 US$). La competencia es organizada por Chris McLean (Terry McGurrin, reemplazando a Christian Potenza), quien es asistido por el chef del campamento y su coanfitrión, Chef Hatchet (Deven Mack, reemplazando a Clé Bennett).

## Episodios
| No. serie | No. temp. | Título | Estreno original        | Estreno en Estados Unidos | Estreno en Latinoamérica | Cód. Prod. | Audiencia (millones) |
| Parte 1 | Parte 1   | Parte 1 | Parte 1                 | Parte 1                   | Parte 1                  | Parte 1    | Parte 1              |
| --- | --------- | --- | ----------------------- | ------------------------- | ------------------------ | ---------- | -------------------- |
| 120 | 1         | «Conociendo a las victimas» «Meet the Victims»                                                             | 21 de octubre de 2023   | 2024                      | 7 de agosto de 2023      | 101        | —                    |
| Chris da la bienvenida a 16 nuevos campistas a la isla original y los divide en dos equipos que se enfrentan en un desafío con los ojos vendados que seguramente causará dolor. Ganadores: Truchas Feroces Perdedores: Ranas de la Muerte Eliminado: Caleb Razón: Bowie convenció a todos de que por ser el más fuerte sería una amenaza en el futuro |           | |                         |                           |                          |            |                      |
| 121 | 2         | «Piratas de repollo» «Pirates of the Cabbagean»                                                            | 21 de octubre de 2023   | 2024                      | 8 de agosto de 2023      | 102        | —                    |
| Nuestros dos equipos van a la guerra, disparándose coles con cañones desde sus respectivos barcos piratas. El primer equipo que hunda al otro será el ganador, pero alguien tiene un interés muy personal en un objetivo específico. Ganadores: Ranas de la Muerte Perdedores: Truchas Feroces Eliminada: Axel Razón: Fue una mala capitana y dejó a su equipo en desventaja al tirar a uno de sus compañeros de equipo por la borda.                                                                            |           | |                         |                           |                          |            |                      |
| 122 | 3         | «Abadía de Drown Town» «Drown Town Abbey»                                                                  | 28 de octubre de 2023   | 2024                      | 9 de agosto de 2023      | 103        | —                    |
| Cada equipo tiene un miembro colocado en un tanque de vidrio transparente que está cerrado y se llena lentamente de agua. Para liberarlos, deben recuperar los códigos al final de una carrera de obstáculos muy peligrosa. Ganadores: Truchas Feroces Perdedores: Ranas de la Muerte Eliminada: Nichelle Razón: Hizo perder a su equipo que tenía mucha ventaja en el desafío ya que resultó que no tenía habilidad y todas sus acrobacias fueron una mentira.                                                  |           | |                         |                           |                          |            |                      |
| 123 | 4         | «Isla calavera» «Numbskull Island»                                                                         | 28 de octubre de 2023   | 2024                      | 10 de agosto de 2023     | 104        | —                    |
| Es solo un juego normal de capturar la bandera, excepto que la bandera es un cráneo, y sus oponentes están armados con mangueras, arpones desatascadores de baño y peñascos gigantes, lo cual no se parece en nada a capturar la bandera. Ganadores: Ranas de la Muerte Perdedores: Truchas Feroces Eliminada: Lauren Razón: Hizo perder a su equipo ya que tenía la calavera pero le hizo un "Cambio de look" antes de entregársela a Chris por lo que perdió mucho tiempo.                                     |           | |                         |                           |                          |            |                      |
| 124 | 5         | «Pedo jurásico» «Jurassic Fart»                                                                            | 4 de noviembre de 2023  | 2024                      | 11 de agosto de 2023     | 105        | —                    |
| Después de un desayuno a base de frijoles, los equipos deben cruzar la isla en silencio para evitar ser devorados por los raptores. Ganadores: Ranas de la Muerte Perdedores: Truchas Feroces Eliminado: Damien Razón: Él estaba intentando convencer al equipo que lo expulsaran, y después de salvar a su equipo, Priya convenció a todos para que votaran por él. |           | |                         |                           |                          |            |                      |
| 125 | 6         | «La catapulta de Notre Dame» «The Launchback of Notre Game»                                                | 4 de noviembre de 2023  | 2024                      | 4 de septiembre de 2023  | 106        | —                    |
| Catapulta al miembro de tu equipo a zonas de puntuación distantes para ganar puntos, pero si fallas, aterrizarás en una zona de penalización. Ganadores: Truchas Feroces Perdedores: Ranas de la Muerte Eliminada: MK Razón: Julia reveló a su equipo que ella había grabado las confesiones de los concursantes, lo que resultó en su eliminación. |           | |                         |                           |                          |            |                      |
| 126 | 7         | «Huevos y dolores» «Severe Eggs and Pains»                                                                 | 11 de noviembre de 2023 | 2024                      | 5 de septiembre de 2023  | 107        | —                    |
| Chris responde a la solicitud de la red de un especial de vacaciones haciendo que los campistas busquen huevos de Casuario . Ganadora: Millie Eliminados: Wayne y Raj Razón: Los dos resultaron heridos por el ataque el casuario que no pudieron continuar y fueron llevados a un hospital. |           | |                         |                           |                          |            |                      |
| 127 | 8         | «La rueda del vómito» «The Wheel of Vomit»                                                                 | 11 de noviembre de 2023 | 2024                      | 6 de septiembre de 2023  | 108        | —                    |
| Chef finalmente puede mostrar sus sofisticadas habilidades culinarias en un desafío gastronómico en el que cada plato es una pesadilla. Ganadora: Julia Eliminado: Ripper Razón: Priya hizo convencer a la mayoría de los concursantes de que votaran por él, porque aun seguía resentida por lo que le le hizo en el desafío de la calavera. |           | |                         |                           |                          |            |                      |
| 128 | 9         | «Tierra de trampas» «Paddle Field Earth»                                                                   | 18 de noviembre de 2023 | 2024                      | 7 de septiembre de 2023  | 109        | —                    |
| El desafío de hoy consiste en piragüismo, senderismo y montañismo, es como un campamento de verano normal, excepto que navegas en canoa sobre una cascada, caminas por un campo de géiseres y escalas una montaña que en realidad es la colmena más grande del mundo. Ganadora: Julia Eliminado: Zee Razón: Zee reveló que había unido a las dos alianzas para crear una gran alianza invencible, e iban a "eliminar" a Chris, lo que no tenía nada de sentido, así que todos volvieron a votar para eliminarlo. |           | |                         |                           |                          |            |                      |
| 129 | 10        | «La verdad, la dura verdad y nada más que la verdad» «The Truth, The Pole Truth and Nothing But the Truth» | 18 de noviembre de 2023 | 2024                      | 8 de septiembre de 2023  | 110        | —                    |
| Si pasar el día balanceándose en un poste bajo el sol directo sin comida en la barriga suena como un momento divertido, le encantará el desafío. Ganadora: Emma Eliminado: Chase Razón: Algunos de los concursantes se molestaron con él por hacerlos perder el desafío y a otros no le agradaban. |           | |                         |                           |                          |            |                      |
| 130 | 11        | «Tortuga Rigor Motris» «Tortoise Rigamortis»                                                               | 25 de noviembre de 2023 | 2024                      | 2 de octubre de 2023     | 111        | —                    |
| En este desafío los campistas deberán tomarse selfies con criaturas del bosque, cada una puntuada. Ciertas fricciones no se hacen esperar entre algunas alianzas. Ganadora: Julia Eliminada: Emma Razón: Según Millie, Emma resultó ser buena en este desafío, lo que la volvía una amenaza si le tocaba a Priya o ella enfrentarla en la gran final. |           | |                         |                           |                          |            |                      |
| 131 | 12        | «Sepultados por la campana» «Caved by the Bell»                                                            | 25 de noviembre de 2023 | 2024                      | 3 de octubre de 2023     | 112        | —                    |
| En el desafío de este episodio, los cuatro últimos concursantes deberán atravesar una cueva y juntar fichas para ganar. Tras una sorprendente victoria de Priya, Bowie hace su jugada para apartarla de Millie. Ganadora: Priya Eliminada: Julia Razón: Bowie hizo un trato con Priya y Millie para expulsarla. |           | |                         |                           |                          |            |                      |
| 132 | 13        | «Lava cum laude» «Magma Cum Laude»                                                                         | 2 de diciembre de 2023  | 2024                      | 4 de octubre de 2023     | 113        | —                    |
| En una final de dos fases, nuestros finalistas deberán atravesar con balsas de troncos un lago de lava, subir unas cabras por una cuesta, ordeñarlas y beber su leche de un cubo y bajar en unas burbujas que acabarán llenas de vómito lechoso. ¡Sin dudas una final digna de la Isla del Drama! Campeona: Priya Subcampeón: Bowie Eliminada: Millie Razón: Ella llegó última en el desafío de la carrera de balsas y la llevó a su expulsión.                                                                  |           | |                         |                           |                          |            |                      |
| Parte 2 |           | |                         |                           |                          |            |                      |
| 133 | 14        | «Nuevo ataque de pintura en rosa» «The Pink Painter Strikes Again»                                         | 3 de marzo de 2024      | 2024                      | 15 de marzo de 2024      | 114        | —                    |
| ¡Volvieron! Los 16 participantes de la primera temporada regresan con más desafíos, emociones y ¡dramaaaa! Ganadores: Cara de Rata Perdedores: Trasero de Zorillo Eliminada: Lauren Razón: Ella comentó algunas cosas perturbadoras que hizo sentir temor a los demás miembros de su equipo. |           | |                         |                           |                          |            |                      |
| 134 | 15        | «Baloncesto acuático» «Taking It to the Rim Reaper»                                                        | 3 de marzo de 2024      | 2024                      | 18 de marzo de 2024      | 115        | —                    |
| Las cosas quedan mojadas, locas y asquerosas cuando los participantes juegan baloncesto en el agua. Ganadores: Cara de Rata Perdedores: Trasero de Zorillo Eliminado: Chase Razón: Él estuvo ocupado haciendo varias tomas y videos de él mismo, que no ayudó durante todo el desafío. |           | |                         |                           |                          |            |                      |
| 135 | 16        | «Pobres t*ntos» «You Poor Saps»                                                                            | 10 de marzo de 2024     | 2024                      | 19 de marzo de 2024      | 116        | —                    |
| La tensión aumenta en el desafío de esta semana cuando los acampantes se encuentran enn una situación pegajosa Ganadores: Trasero de Zorillo Perdedores: Cara de Rata Eliminada: Millie Razón: Los miembros de su equipo aún seguían molestos con ella por lo que le hizo a Damien en el desafío de los toboganes. |           | |                         |                           |                          |            |                      |
| 136 | 17        | «Una verdadera caída» «Choosin' for a Brusin»                                                              | 10 de marzo de 2024     | 2024                      | 20 de marzo de 2024      | 117        | —                    |
| Nuestros campistas compiten para ver qué tan bien se conocen los unos a los otros. Las respuestas correctas podrían hacerles ganar la inmunidad, pero si se equivocan van a parar a un foso lleno de fieras hambrientas. Ganadores: Trasero de Zorillo Perdedores: Cara de Rata Eliminada: Emma Razón: Ella hizo que los miembros de su equipo escogieran la respuesta incorrecta varias veces durante en el desafío.                                                                                            |           | |                         |                           |                          |            |                      |
| 137 | 18        | «Desafío frío» «Ice to Beat You»                                                                           | 17 de marzo de 2024     | 2024                      | 21 de marzo de 2024      | 118        | —                    |
| Un escalofriante desafío dentro de un iceberg conduce a la eliminación más fría de la temporada. Ganadores: Trasero de Zorillo Perdedores: Cara de Rata Eliminada: Nichelle Razón: Ella decidió dejar la competencia porque le llegó un contrato de Hollywood, sin enterarse de que Julia lo hizo. |           | |                         |                           |                          |            |                      |
| 138 | 19        | «La canoa de la traición» «Canoe Believe It?»                                                              | 24 de marzo de 2024     | 2024                      | 1 de abril de 2024       | 119        | —                    |
| Durante una justa de canoas llena de diversión, se crea una amistad especial y un tramposo expulsado recibe su merecido. Ganador: Damien Eliminado: Bowie Razón: Julia les dijo a los antiguos miembros del equipo Cara de Rata que fue idea de él hacer trampa en los desafíos. |           | |                         |                           |                          |            |                      |
| 139 | 20        | «Duelo de pastelería» «Fun Fight at the O'Cake Corral»                                                     | 24 de marzo de 2024     | 2024                      | 2 de abril de 2024       | 120        | —                    |
| Cuando los campistas se enfrentan en un concurso de cocina, las cosas se amargan. Con la aparición de un juez invitado muy especial. Ganadores: Julia, Raj y Wayne Eliminados: Axel y Ripper Razón: La primera fue eliminada porque los demás concursantes no toleraban su relación y el otro dejó el programa para irse con ella. |           | |                         |                           |                          |            |                      |
| 140 | 21        | «Rebotando la bola» «Haulin' and Ballin»                                                                   | 31 de marzo de 2024     | 2024                      | 3 de abril de 2024       | 121        | —                    |
| El destino de la relación de Priya y Caleb está en peligro mientras Zee lucha por guardar un secreto. Y todo se desarrolla durante un juego brutal de pinball humano. Ganadora: Priya Eliminado: Zee Razón: Fue eliminado porque reveló los secretos personales de los otros concursantes. |           | |                         |                           |                          |            |                      |
| 138 | 22        | «Rupturas difíciles» «Breaking Up Is Hard to Do»                                                           | 31 de marzo de 2024     | 2024                      | 4 de abril de 2024       | 122        | —                    |
| Caleb está desesperado por recomponer su relación con Priya mientras los campistas destrozan los objetos más grandes que pueden encontrar. Ganador: Caleb Eliminada: MK Razón: Julia la manipuló para que ella traicionara su alianza pero Julia le contó a todos sobre su acuerdo de no traicionarse, y todos vieron lo poco confiable que es. |           | |                         |                           |                          |            |                      |
| 138 | 23        | «Recuerdos dolorosos» «Circling the Drain»                                                                 | 7 de abril de 2024      | 2024                      | 5 de abril de 2024       | 123        | —                    |
| Julia se interpone entre Caleb y Priya durante el juego de memoria más doloroso de todos los tiempos. Ganadora: Julia Eliminado: Damien Razón: Julia hizo un acuerdo con Caleb a cambio de salvarlo de la eliminación, hizo que él votara por quien ella escogiera. |           | |                         |                           |                          |            |                      |
| 139 | 24        | «Como perros y gatos» «Working K9 to 5»                                                                    | 7 de abril de 2024      | 2024                      | 6 de mayo de 2024        | 124        | —                    |
| ¡Liberen a los sabuesos! Los campistas son acechados por una jauría de temibles perros de ataque. Y un pug. Ganadora: Julia Eliminado: Raj Razón: Julia hizo un trato con Priya y Caleb para que votaran por él, y porque Priya no quería que expulsaran a Caleb. |           | |                         |                           |                          |            |                      |
| 140 | 25        | «Día de pesca» «"Off the Hook!"»                                                                           | 14 de abril de 2024     | 2024                      | 7 de mayo de 2024        | 125        | —                    |
| Esto se pone aterrador cuando los campistas quedan enganchados en un desafío de anzuelos que los enfrenta unos contra otros y contra sus miedos más grandes. Ganador: Caleb Eliminada: Priya Razón: Julia usó el ídolo de la inmunidad para salvarse, y a ella le toco irse por ser la segunda más votada. |           | |                         |                           |                          |            |                      |
| 141 | 26        | «Perdiendo con altura» «"Soar Losers"»                                                                     | 14 de abril de 2024     | 2024                      | 8 de mayo de 2024        | 126        | —                    |
| Solo quedan tres campistas y si alguno de ellos vive hasta el reto final podría ganar el millón de dólares que Chris les prometió. Pero en la Isla del Drama Total las promesas son como los huesos y se rompen con facilidad. Campeón: Wayne Subcampeones: Caleb y Julia Eliminados: Caleb y Julia Razón: Llegaron últimos en el desafío de la carrera de obstáculos y los llevó a su eliminación. |           | |                         |                           |                          |            |                      |

## Personajes
Isla del Drama (2023) presenta un elenco completamente nuevo de 16 concursantes. Esta es la tercera vez que la serie reemplaza por completo cualquier elenco existente con un elenco completamente nuevo. Los nuevos concursantes que compiten son: Axel, Bowie, Caleb, Chase, Damien, Emma, Julia, Millie, Mary Kate (alias "MK"), Nichelle Ladonna, Priya, Raj, Ripper, Lauren (alias "Chica Aterradora"), Wayne y Hezekias (Alias "Zee").

### Anfitriones
| Personaje    | Actor de voz   | Actor de doblaje  | Rol                |
| ------------ | -------------- | ----------------- | ------------------ |
| Chris McLean | Terry McGurrin | Jhonny Torres     | Anfitrión          |
| Chef Hatchet | Deven Mack     | Roger Eliud López | Chef y Coanfitrión |

### Concursantes

#### Parte 1
| Concursante               | Actor de voz              | Actor de doblaje               | Equipo             | Equipo    | Conclusión | Conclusión |
| Concursante               | Actor de voz              | Actor de doblaje               | Original           | Fusionado | Lugar      | Ep. no.    |
| ------------------------- | ------------------------- | ------------------------------ | ------------------ | --------- | ---------- | ---------- |
| Caleb                     | Kwaku Adu-Poku            | Heysemberd de la Rosa          | Ranas de la Muerte |           | 16.º       | 1          |
| Axel                      | Tamara Almeida            | Lidya Abboud                   | Truchas Feroces    | 15.º      | 2          |            |
| Nichelle Ladonna          | Tymika Tafari             | María Fernanda Febres          | Ranas de la Muerte | 14.º      | 3          |            |
| Lauren (Chica Aterradora) | Katie Griffin             | Sheely Costa                   | Truchas Feroces    | 13.º      | 4          |            |
| Damien                    | Daniel Keith Morrison     | Abraham Aguilar                | Truchas Feroces    | 12.º      | 5          |            |
| Mary Kate (MK)            | Kimberly-Ann Truong       | María Estefanía Bello          | Ranas de la Muerte | 11.º      | 6          |            |
| Raj                       | Varun Saranga             | Manuel Arias                   | Ranas de la Muerte | Fusión    | 9.º/10.º   | 7          |
| Wayne                     | Jack Copland              | José Manuel "Sebas" Dos Santos | Ranas de la Muerte | Fusión    | 9.º/10.º   | 7          |
| Ripper                    | Fred Kennedy              | Salvatore Schrembi             | Truchas Feroces    | Fusión    | 8.º        | 8          |
| Hezekias (Zee)            | Gerardo Gismondi          | Erick Bohórquez                | Truchas Feroces    | Fusión    | 7.º        | 9          |
| Chase                     | Julius Cho                | Humber Mirabal                 | Truchas Feroces    | Fusión    | 6.º        | 10         |
| Emma                      | Melanie Leishman          | Sofía Narváez                  | Ranas de la Muerte | Fusión    | 5.º        | 11         |
| Julia                     | Julie Sype                | Yuneidy Reyes                  | Ranas de la Muerte | Fusión    | 4.º        | 12         |
| Millie                    | Barbara Mamabolo          | Elsy García                    | Truchas Feroces    | Fusión    | 3.º        | 13         |
| Bowie                     | Brandon Michael Arrington | Walter Claro                   | Ranas de la Muerte | Fusión    | 2.º        | 13         |
| Priya                     | Eman Ayaz                 | Adela Valbuena                 | Truchas Feroces    | Fusión    | 1.º        | 13         |

#### Parte 2
| Concursante               | Actor de voz              | Actor de doblaje               | Equipo                     | Equipo    | Conclusión | Conclusión |
| Concursante               | Actor de voz              | Actor de doblaje               | Original                   | Fusionado | Lugar      | Ep. no.    |
| ------------------------- | ------------------------- | ------------------------------ | -------------------------- | --------- | ---------- | ---------- |
| Lauren (Chica Aterradora) | Katie Griffin             | Sheely Costa                   | Equipo Trasero de Zorrillo |           | 16.º       | 1          |
| Chase                     | Julius Cho                | Humber Mirabal                 | Equipo Trasero de Zorrillo | 15.º      | 2          |            |
| Millie                    | Barbara Mamabolo          | Elsy García                    | Equipo Cara de Rata        | 14.º      | 3          |            |
| Emma                      | Melanie Leishman          | Sofía Narváez                  | Equipo Cara de Rata        | 13.º      | 4          |            |
| Nichelle Ladonna          | Tymika Tafari             | María Fernanda Febres          | Equipo Cara de Rata        | 12.º      | 5          |            |
| Bowie                     | Brandon Michael Arrington | Walter Claro                   | Equipo Trasero de Zorrillo | Fusión    | 11.º       | 6          |
| Axel                      | Tamara Almeida            | Lidya Abboud                   | Equipo Cara de Rata        | Fusión    | 10.º       | 7          |
| Ripper                    | Fred Kennedy              | Salvatore Schrembi             | Equipo Trasero de Zorrillo | Fusión    | 9.º        | 7          |
| Hezekias (Zee)            | Gerardo Gismondi          | Erick Bohórquez                | Equipo Cara de Rata        | Fusión    | 8.º        | 8          |
| Mary Kate (MK)            | Kimberly-Ann Truong       | María Estefanía Bello          | Equipo Trasero de Zorrillo | Fusión    | 7.º        | 9          |
| Damien                    | Daniel Keith Morrison     | Abraham Aguilar                | Equipo Cara de Rata        | Fusión    | 6.º        | 10         |
| Raj                       | Varun Saranga             | Manuel Arias                   | Equipo Trasero de Zorrillo | Fusión    | 5.º        | 11         |
| Priya                     | Eman Ayaz                 | Adela Valbuena                 | Equipo Cara de Rata        | Fusión    | 4.º        | 12         |
| Caleb                     | Kwaku Adu-Poku            | Heysemberd de la Rosa          | Equipo Cara de Rata        | Fusión    | 3.º        | 13         |
| Julia                     | Julie Sype                | Yuneidy Reyes                  | Equipo Trasero de Zorrillo | Fusión    | 2.º        | 13         |
| Wayne                     | Jack Copland              | José Manuel "Sebas" Dos Santos | Equipo Trasero de Zorrillo | Fusión    | 1.º        | 13         |

## Tabla de Eliminación
|    |          |           |           |           |           |           |           |           |           |           |           |           |          |            |  |  |  |  |  |  |  |  |  |  |
| 1  | Priya    | Inmune    | Salvada   | Inmune    | Salvada   | Salvada   | Inmune    | Salvada   | Salvada   | Salvada   | Salvada   | Salvada   | Inmune   | Ganadora   |  |  |  |  |  |  |  |  |  |  |
| 2  | Bowie    | Salvado   | Inmune    | Salvado   | Inmune    | Inmune    | Salvado   | Salvado   | Salvado   | Nominado  | Salvado   | Nominado  | Salvado  | Subcampeón |  |  |  |  |  |  |  |  |  |  |
| 3  | Millie   | Inmune    | Salvada   | Inmune    | Salvada   | Salvada   | Inmune    | Inmune    | Nominada  | Salvada   | Nominada  | Salvada   | Nominada | Tercera    |  |  |  |  |  |  |  |  |  |  |
| 4  | Julia    | Salvada   | Inmune    | Salvada   | Inmune    | Inmune    | Nominada  | Salvada   | Inmune    | Inmune    | Salvada   | Inmune    | Cuarta   |            |  |  |  |  |  |  |  |  |  |  |
| 5  | Emma     | Nominada  | Inmune    | Salvada   | Inmune    | Inmune    | Salvada   | Salvada   | Salvada   | Salvada   | Inmune    | Eliminada |          |            |  |  |  |  |  |  |  |  |  |  |
| 6  | Chase    | Inmune    | Salvado   | Inmune    | Salvado   | Salvado   | Inmune    | Salvado   | Salvado   | Salvado   | Eliminado |           |          |            |  |  |  |  |  |  |  |  |  |  |
| 7  | Zee      | Inmune    | Salvado   | Inmune    | Salvado   | Salvado   | Inmune    | Salvado   | Salvado   | Eliminado |           |           |          |            |  |  |  |  |  |  |  |  |  |  |
| 8  | Ripper   | Inumune   | Nominado  | Inmune    | Nominado  | Nominado  | Inmune    | Salvado   | Eliminado |           |           |           |          |            |  |  |  |  |  |  |  |  |  |  |
| 9  | Raj      | Salvado   | Inmune    | Salvado   | Inmune    | Inmune    | Salvado   | Eliminado |           |           |           |           |          |            |  |  |  |  |  |  |  |  |  |  |
| 10 | Wayne    | Salvado   | Inmune    | Salvado   | Inmune    | Inmune    | Salvado   | Eliminado |           |           |           |           |          |            |  |  |  |  |  |  |  |  |  |  |
| 11 | MK       | Salvada   | Inmune    | Nominada  | Inmune    | Inmune    | Eliminada |           |           |           |           |           |          |            |  |  |  |  |  |  |  |  |  |  |
| 12 | Damien   | Inmune    | Salvado   | Inmune    | Salvado   | Eliminado |           |           |           |           |           |           |          |            |  |  |  |  |  |  |  |  |  |  |
| 13 | Lauren   | Inmune    | Salvada   | Inmune    | Eliminada |           |           |           |           |           |           |           |          |            |  |  |  |  |  |  |  |  |  |  |
| 14 | Nichelle | Salvada   | Inmune    | Eliminada |           |           |           |           |           |           |           |           |          |            |  |  |  |  |  |  |  |  |  |  |
| 15 | Axel     | Inmune    | Eliminada |           |           |           |           |           |           |           |           |           |          |            |  |  |  |  |  |  |  |  |  |  |
| 16 | Caleb    | Eliminado |           |           |           |           |           |           |           |           |           |           |          |            |  |  |  |  |  |  |  |  |  |  |

### Clave
| Sección                  | Recuadro | Descripción                                                                                    |
| ------------------------ | -------- | ---------------------------------------------------------------------------------------------- |
| Ganadores                | 1.º      | Este concursante es el Ganador(a) del premio de C$1,000.000                                    |
| Ganadores                | 2.º      | Este concursante es el Subcampeón(a).                                                          |
| Ganadores                | 3.º      | Este concursante llegó en el Tercer lugar.                                                     |
| Ganadores                | 4.º      | Este concursante llegó en el Cuarto lugar.                                                     |
| Equipos                  | RM       | Este concursante esta en el equipo de los Ranas de la Muerte.                                  |
| Equipos                  | TF       | Este concursante esta en el equipo de los Truchas Feroces.                                     |
| Desafíos                 | GANA     | Este concursante ganó el desafío para su equipo.                                               |
| Desafíos                 | GANA     | Este concursante ganó el desafío por sí solo.                                                  |
| Desafíos                 | GANA     | Este concursante estaba en el equipo ganador.                                                  |
| Ceremonia de Eliminación | CONT.    | Este concursante sigue compitiendo a partir de es episodio.                                    |
| Ceremonia de Eliminación | RIESGO   | Este concursante sigue compitiendo a partir de ese episodio, pero es el último en ser llamado. |
| Eliminaciones            | ElIM.    | Este concursante es expulsado.                                                                 |
| Eliminaciones            | ELIM.    | Este concursante es intencionalmente eliminado sin querer, por circunstancias no deseadas.     |
| Eliminaciones            | ABAN.    | Este concursante no es eliminado, pero abandona el programa.                                   |
| Otros                    | N/A      | Este concursante estuvo inactivo durante el episodio.                                          |

## Orden de Eliminación
| Posición | Concursantes | Equipo             | Episodio Eliminado En                                                           | Razón | Estatus       |
| -------- | ------------ | ------------------ | ------------------------------------------------------------------------------- | --- | ------------- |
|          |              |                    |                                                                                 | |               |
| 16       | Caleb        | Ranas de la Muerte | 1.er Eliminado Episodio 1 "Conociendo a las victimas"                           | Bowie convenció a todos de que por ser el más fuerte sería una amenaza en el futuro. | No- Disueltos |
| 15       | Axel         | Truchas Feroces    | 2.ª Eliminada Episodio 2 "Piratas de repollo"                                   | Fue una mala capitana y dejó a su equipo en desventaja al tirar a uno de sus compañeros de equipo por la borda.                                                                                      | No- Disueltos |
| 14       | Nichelle     | Ranas de la Muerte | 3.ª Eliminada Episodio 3 "Abadía de Drown Town"                                 | Hizo perder a su equipo que tenía mucha ventaja en el desafío ya que resultó que no tenía habilidad y todas sus acrobacias fueron una mentira.                                                       | No- Disueltos |
| 13       | Lauren       | Truchas Feroces    | 4.ª Eliminada Episodio 4 "Isla calavera"                                        | Hizo perder a su equipo ya que tenía la calavera pero le hizo un "Cambio de look" antes de entregársela a Chris por lo que perdió mucho tiempo.                                                      | No- Disueltos |
| 12       | Damien       | Truchas Feroces    | 5.º Eliminado Episodio 5 "Pedo jurásico"                                        | Él estaba intentando convencer al equipo que lo expulsaran, y después de salvar a su equipo, Priya convenció a todos para que votaran por él.                                                        | No- Disueltos |
| 11       | MK           | Ranas de la Muerte | 6.ª Eliminada Episodio 6 "La catapulta de Notre Dame"                           | Julia reveló a su equipo que ella había grabado las confesiones de los concursantes, lo que resultó en su eliminación.                                                                               | No- Disueltos |
| 10 / 9   | Wayne        | Ranas de la Muerte | 10.º/9.º Eliminados Episodio 7 "Huevos y dolores"                               | Los dos resultaron heridos por el ataque el casuario que no pudieron continuar y fueron llevados a un hospital.                                                                                      | Disuelto      |
| 10 / 9   | Raj          | Ranas de la Muerte | 10.º/9.º Eliminados Episodio 7 "Huevos y dolores"                               | Los dos resultaron heridos por el ataque el casuario que no pudieron continuar y fueron llevados a un hospital.                                                                                      | Disuelto      |
| 8        | Ripper       | Truchas Feroces    | 8.º Eliminado Episodio 8 "La rueda del vómito"                                  | Priya hizo convencer a la mayoría de los concursantes de que votaran por él, porque aun seguía resentida por lo que le hizo en el desafío de la calavera.                                            | Disuelto      |
| 7        | Zee          | Truchas Feroces    | 9.º Eliminado Episodio 9 "Tierra de trampas!"                                   | Zee reveló que había unido a las dos alianzas para crear una gran alianza invencible, e iban a "eliminar" a Chris, lo que no tenía nada de sentido, así que todos volvieron a votar para eliminarlo. | Disuelto      |
| 6        | Chase        | Ranas de la Muerte | 10.º Eliminado Episodio 10 "La verdad, la dura verdad y nada más que la verdad" | Algunos de los concursantes se molestaron con él por hacerlos perder el desafío y a otros no le agradaban.                                                                                           | Disuelto      |
| 5        | Emma         | Truchas Feroces    | 11.ª Eliminada Episodio 11 "Tortuga Rigor Motris                                | Según Millie, Emma resultó ser buena en este desafío, lo que la volvía una amenaza si le tocaba a Priya o ella enfrentarla en la gran final.                                                         | Disuelto      |
| 4        | Julia        | Truchas Feroces    | 4.er Lugar Episodio 12 "Sepultados por la campana                               | Bowie hizo un trato con Priya y Millie para expulsarla. | Disuelto      |
| 3        | Millie       | Ranas de la Muerte | 3.er Lugar Episodio 13 "Lava cum laude                                          | Ella llegó última en el desafío de la carrera de balsas y la llevó a su expulsión. | Disuelto      |
| 2        | Bowie        | Truchas Feroces    | Subcampeón Episodio 13 "Lava cum laude                                          | Bowie quedó detrás de priya por muy poco. | Disuelto      |
| 1        | Priya        | Ranas de la Muerte | Ganadora Episodio 13 "Lava cum laude                                            | Una de las esferas atraviesa la línea de meta, dejando a todos en suspenso. Priya sale de la esfera, proclamándose ganadora de la temporada                                                          | Disuelto      |

### Clave
| Clave         | Clave | Clave                                                        | Clave |
| ------------- | ----- | ------------------------------------------------------------ | ----- |
| Lugares       | 1.º   | Este Concursante es el Ganador(a) de esta temporada          |       |
| Lugares       | 2.º   | Este concursante es el Sub-campeón de esta temporada         |       |
| Lugares       | 3.º   | Este concursante es el Tercer lugar de esta temporada        |       |
| Lugares       | 4.º   | Este concursante es el Cuarto lugar de esta temporada        |       |
| Géneros       | H     | Este concursante es un hombre                                |       |
| Géneros       | M     | Este concursante es una mujer                                |       |
| Equipos       | RM    | Este concursante esta en los Ranas de la Muerte              |       |
| Equipos       | TF    | Este concursante esta en los Truchas Feroces                 |       |
| Eliminaciones | ELIM. | Este concursante fue eliminado                               |       |
| Eliminaciones | ABAN. | Este concursante se autoeliminó o se eliminó voluntariamente |       |
| Estatus       | D     | Este concursante llegó a la disolución de los equipos        |       |
| Estatus       | ND    | Este concursante no llegó a la disolución de los equipos     |       |

## Tabla de eliminación

### Parte 1
| Concursante | Concursante | Episodio | Episodio | Episodio | Episodio | Episodio | Episodio | Episodio | Episodio | Episodio | Episodio | Episodio | Episodio | Episodio |
| Concursante | Concursante | 1        | 2        | 3        | 4        | 5        | 6        | 7        | 8        | 9        | 10       | 11       | 12       | 13       |
| ----------- | ----------- | -------- | -------- | -------- | -------- | -------- | -------- | -------- | -------- | -------- | -------- | -------- | -------- | -------- |
| Priya       | Priya       | GANA     | CONT.    | GANA     | CONT.    | CONT.    | GANA     | CONT.    | CONT.    | CONT.    | CONT.    | CONT.    | GANA     | 1.º      |
| Bowie       | Bowie       | CONT.    | GANA     | CONT.    | GANA     | GANA     | CONT.    | CONT.    | CONT.    | RIESGO   | CONT.    | RIESGO   | CONT.    | 2.º      |
| Millie      | Millie      | GANA     | CONT.    | GANA     | CONT.    | CONT.    | GANA     | GANA     | RIESGO   | CONT.    | RIESGO   | CONT.    | RIESGO   | ELIM.    |
| Julia       | Julia       | CONT.    | GANA     | CONT.    | GANA     | GANA     | RIESGO   | CONT.    | GANA     | GANA     | CONT.    | GANA     | ELIM.    |          |
| Emma        | Emma        | RIESGO   | GANA     | CONT.    | GANA     | GANA     | CONT.    | CONT.    | CONT.    | CONT.    | GANA     | ELIM.    |          |          |
| Chase       | Chase       | GANA     | CONT.    | GANA     | CONT.    | CONT.    | GANA     | CONT.    | CONT.    | CONT.    | ELIM.    |          |          |          |
| Zee         | Zee         | GANA     | CONT.    | GANA     | CONT.    | CONT.    | GANA     | CONT.    | CONT.    | ELIM.    |          |          |          |          |
| Ripper      | Ripper      | GANA     | RIESGO   | GANA     | RIESGO   | RIESGO   | GANA     | CONT.    | ELIM.    |          |          |          |          |          |
| Raj         | Raj         | CONT.    | GANA     | CONT.    | GANA     | GANA     | CONT.    | ELIM.    |          |          |          |          |          |          |
| Wayne       | Wayne       | CONT.    | GANA     | CONT.    | GANA     | GANA     | CONT.    | ELIM.    |          |          |          |          |          |          |
| MK          | MK          | CONT.    | GANA     | RIESGO   | GANA     | GANA     | ELIM.    |          |          |          |          |          |          |          |
| Damien      | Damien      | GANA     | CONT.    | GANA     | CONT.    | ELIM.    |          |          |          |          |          |          |          |          |
| Lauren      | Lauren      | GANA     | CONT.    | GANA     | ELIM.    |          |          |          |          |          |          |          |          |          |
| Nichelle    | Nichelle    | CONT.    | GANA     | ELIM.    |          |          |          |          |          |          |          |          |          |          |
| Axel        | Axel        | GANA     | ELIM.    |          |          |          |          |          |          |          |          |          |          |          |
| Caleb       | Caleb       | ELIM.    |          |          |          |          |          |          |          |          |          |          |          |          |

Ceremonias de eliminacion
| Priya    |       | Axel   |          | Ripper | Damien |       |  | Millie | Bowie | Zee   | Chase  | Emma  | Julia  |  |  |  |  |  |  |  |  |  |  |  |  |  |  |  |  |  |  |  |  |  |  |  |  |  |  |  |  |  |  |  |  |  |  |  |  |  |  |  |  |  |  |  |  |  |  |  |  |  |  |  |  |  |  |
| Bowie    | Caleb |        | MK       |        |        | MK    |  | Millie | Priya | Zee   | Chase  | Emma  | Julia  |  |  |  |  |  |  |  |  |  |  |  |  |  |  |  |  |  |  |  |  |  |  |  |  |  |  |  |  |  |  |  |  |  |  |  |  |  |  |  |  |  |  |  |  |  |  |  |  |  |  |  |  |  |  |
| Millie   |       | Axel   |          | Lauren | Damien |       |  | Ripper | Bowie | Zee   | Chase  | Emma  | Julia  |  |  |  |  |  |  |  |  |  |  |  |  |  |  |  |  |  |  |  |  |  |  |  |  |  |  |  |  |  |  |  |  |  |  |  |  |  |  |  |  |  |  |  |  |  |  |  |  |  |  |  |  |  |  |
| Julia    | Caleb |        | Nichelle |        |        | MK    |  | Ripper | Bowie | Zee   | Chase  | Emma  | Millie |  |  |  |  |  |  |  |  |  |  |  |  |  |  |  |  |  |  |  |  |  |  |  |  |  |  |  |  |  |  |  |  |  |  |  |  |  |  |  |  |  |  |  |  |  |  |  |  |  |  |  |  |  |  |
| Emma     | Caleb |        | MK       |        |        | MK    |  | Chase  | Priya | Zee   | Millie | Bowie |        |  |  |  |  |  |  |  |  |  |  |  |  |  |  |  |  |  |  |  |  |  |  |  |  |  |  |  |  |  |  |  |  |  |  |  |  |  |  |  |  |  |  |  |  |  |  |  |  |  |  |  |  |  |  |
| Chase    |       | Axel   |          | Lauren | Damien |       |  | Ripper | Priya | Zee   | Millie |       |        |  |  |  |  |  |  |  |  |  |  |  |  |  |  |  |  |  |  |  |  |  |  |  |  |  |  |  |  |  |  |  |  |  |  |  |  |  |  |  |  |  |  |  |  |  |  |  |  |  |  |  |  |  |  |
| Zee      |       | Axel   |          | Lauren | Damien |       |  | Ripper | Bowie | Bowie |        |       |        |  |  |  |  |  |  |  |  |  |  |  |  |  |  |  |  |  |  |  |  |  |  |  |  |  |  |  |  |  |  |  |  |  |  |  |  |  |  |  |  |  |  |  |  |  |  |  |  |  |  |  |  |  |  |
| Ripper   |       | Axel   |          | Lauren | Damien |       |  | Millie |       |       |        |       |        |  |  |  |  |  |  |  |  |  |  |  |  |  |  |  |  |  |  |  |  |  |  |  |  |  |  |  |  |  |  |  |  |  |  |  |  |  |  |  |  |  |  |  |  |  |  |  |  |  |  |  |  |  |  |
| Wayne    | Raj   |        | Nichelle |        |        | MK    |  |        |       |       |        |       |        |  |  |  |  |  |  |  |  |  |  |  |  |  |  |  |  |  |  |  |  |  |  |  |  |  |  |  |  |  |  |  |  |  |  |  |  |  |  |  |  |  |  |  |  |  |  |  |  |  |  |  |  |  |  |
| Raj      | Wayne |        | Nichelle |        |        | MK    |  |        |       |       |        |       |        |  |  |  |  |  |  |  |  |  |  |  |  |  |  |  |  |  |  |  |  |  |  |  |  |  |  |  |  |  |  |  |  |  |  |  |  |  |  |  |  |  |  |  |  |  |  |  |  |  |  |  |  |  |  |
| MK       | Caleb |        | Nichelle |        |        | Julia |  |        |       |       |        |       |        |  |  |  |  |  |  |  |  |  |  |  |  |  |  |  |  |  |  |  |  |  |  |  |  |  |  |  |  |  |  |  |  |  |  |  |  |  |  |  |  |  |  |  |  |  |  |  |  |  |  |  |  |  |  |
| Damien   |       | Axel   |          | Damien | Ripper |       |  |        |       |       |        |       |        |  |  |  |  |  |  |  |  |  |  |  |  |  |  |  |  |  |  |  |  |  |  |  |  |  |  |  |  |  |  |  |  |  |  |  |  |  |  |  |  |  |  |  |  |  |  |  |  |  |  |  |  |  |  |
| Lauren   |       | Axel   |          | Ripper |        |       |  |        |       |       |        |       |        |  |  |  |  |  |  |  |  |  |  |  |  |  |  |  |  |  |  |  |  |  |  |  |  |  |  |  |  |  |  |  |  |  |  |  |  |  |  |  |  |  |  |  |  |  |  |  |  |  |  |  |  |  |  |
| Nichelle | Emma  |        | MK       |        |        |       |  |        |       |       |        |       |        |  |  |  |  |  |  |  |  |  |  |  |  |  |  |  |  |  |  |  |  |  |  |  |  |  |  |  |  |  |  |  |  |  |  |  |  |  |  |  |  |  |  |  |  |  |  |  |  |  |  |  |  |  |  |
| Axel     |       | Ripper |          |        |        |       |  |        |       |       |        |       |        |  |  |  |  |  |  |  |  |  |  |  |  |  |  |  |  |  |  |  |  |  |  |  |  |  |  |  |  |  |  |  |  |  |  |  |  |  |  |  |  |  |  |  |  |  |  |  |  |  |  |  |  |  |  |
| Caleb    | Emma  |        |          |        |        |       |  |        |       |       |        |       |        |  |  |  |  |  |  |  |  |  |  |  |  |  |  |  |  |  |  |  |  |  |  |  |  |  |  |  |  |  |  |  |  |  |  |  |  |  |  |  |  |  |  |  |  |  |  |  |  |  |  |  |  |  |  |

### Clave de color
Finalista: Este concursante llegó a la final de la competencia.
     Gana: Este concursante ganó el desafío o fue inmune a la eliminación.
     Continua : Este concursante estaba a salvo de la eliminación.
     Riesgo: Este concursante estaba en riesgo de ser eliminado.
     Eliminado: Este concursante fue eliminado.
     Eliminado: Este concursante abandonó, fue evacuado o fue descalificado.
     Este concursante está fuera de la competencia.

## Producción

### Desarrollo
El 17 de febrero de 2021 se anunció que se estaban produciendo dos nuevas temporadas para Cartoon Network y Max. El 22 de junio de 2022, Cake Entertainment anunció que la BBC se había unido a Warner Bros. Discovery como co-comisionado de las nuevas temporadas y las transmitiría en CBBC en el Reino Unido. Además, las cinco temporadas anteriores del programa y sus spin-offs se agregarían a BBC iPlayer. Terry McGurrin luego aclaró en Twitter que a pesar de cumplir esencialmente el papel de la sexta y séptima temporada, las nuevas temporadas se están produciendo como una nueva serie. A pesar de su apariencia similar y de aparecer en el material promocional como Wawanakwa, Terry McGurrin aclaró el 14 de diciembre de 2022 que es una isla separada y que Wawanakwa aún se hundió, y que la nueva isla presenta diferentes puntos de referencia y no hay Ya no es un cartel en el muelle.

### Casting
Christian Potenza anunció inicialmente que retomaría su papel de Chris McLean del original, habiendo grabado sus líneas para la serie a finales de septiembre de 2021. Sin embargo, a finales de marzo de 2023, tras el lanzamiento del primer tráiler en inglés de la serie, Terry McGurrin reveló que reemplazaría a Potenza como la voz de Chris, citándolo como una decisión creativa tomada durante el desarrollo. El 27 de octubre de 2022, se confirmó en una entrevista con McGurrin en YouTube que Deven Mack reemplazaría a Clé Bennett como la voz del Chef Hatchet, retomando su papel de la serie derivada Drama Total: La Guardería. El 5 de abril de 2023, Fred Kennedy anunció en su cuenta de Twitter que daría voz a Ripper, uno de los concursantes de la serie.